# Chasmomma nigrum
Chasmomma nigrum är en tvåvingeart som beskrevs av Charles Howard Curran 1927. Chasmomma nigrum ingår i släktet Chasmomma och familjen blomflugor. Inga underarter finns listade i Catalogue of Life.